# Ilja Aszczin
Ilja Aszczin (ros. Илья Ащин; ur. 3 czerwca 1980 w Moskwie) – rosyjski wioślarz.

## Osiągnięcia
- Mistrzostwa Świata – Banyoles 2004 – dwójka bez sternika wagi lekkiej – 13. miejsce[1].
- Mistrzostwa Świata – Gifu 2005 – dwójka bez sternika wagi lekkiej – 10. miejsce[1].
- Mistrzostwa Świata – Monachium 2007 – czwórka bez sternika wagi lekkiej – 14. miejsce[1].
- Mistrzostwa Europy – Poznań 2007 – czwórka bez sternika wagi lekkiej – 3. miejsce[1].
- Mistrzostwa Europy – Ateny 2008 – czwórka bez sternika wagi lekkiej – 6. miejsce[1].